# Barry Heneghan

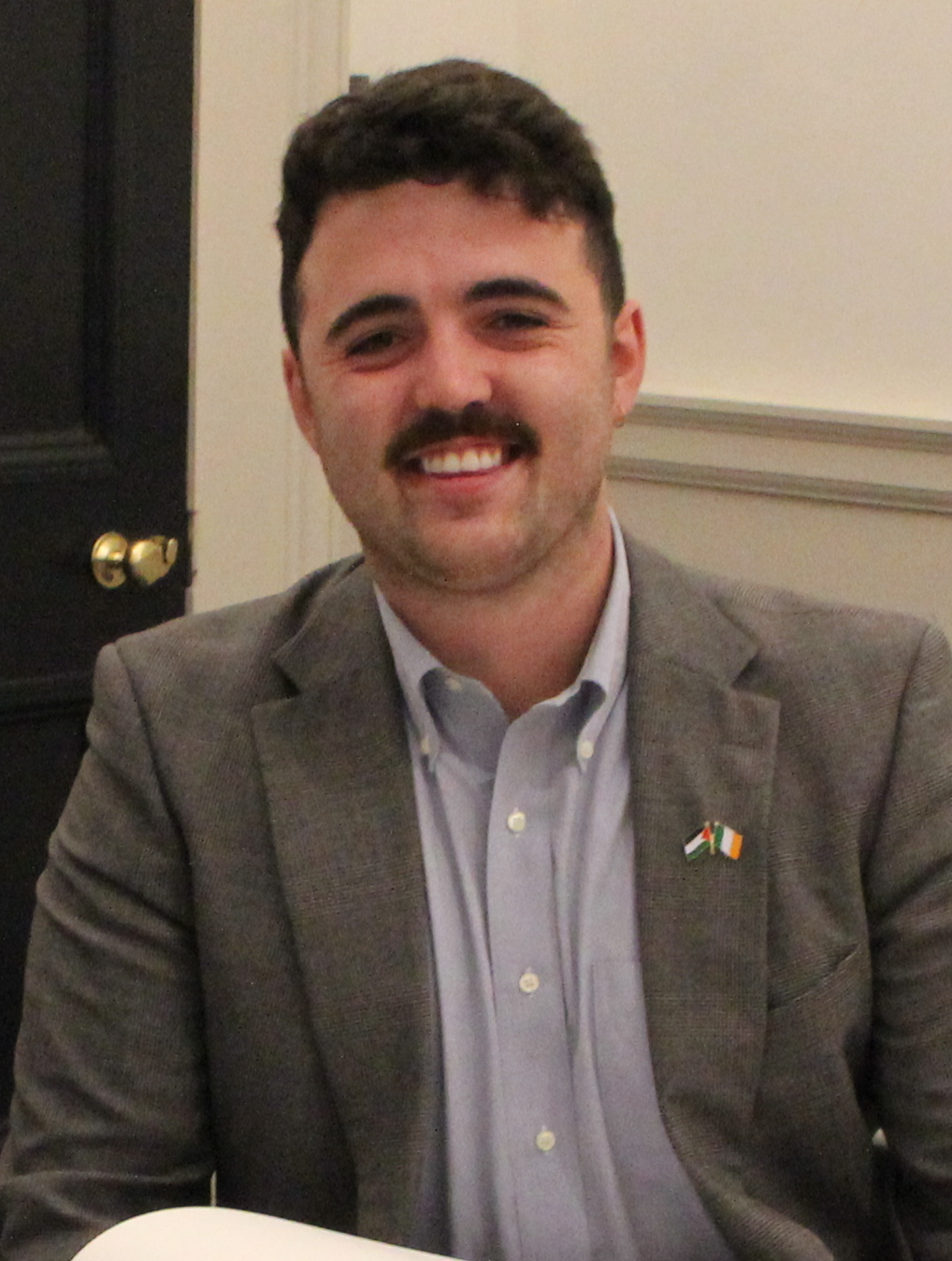
Barry Heneghan (2024)

Barry Heneghan (irisch Barra Ó hÉanacháin, * 1997/1998 in Dublin, Irland) ist ein irischer Politiker. Seit 2024 ist er als Unabhängiger Mitglied (Teachta Dála) des Dáil Éireann, des Unterhauses des Parlaments (Oireachtas). 

## Leben
Barry Heneghan studierte am Belvedere College und erhielt 2022 seinen Masterabschluss in Ingenieurswissenschaften an Dublin City University.
2024 wurde er in den Dublin City Council gewählt. Bei den Wahlen zum Dáil Éireann 2024 trat er als unabhängiger Kandidat im Wahlkreis Dublin Bay North an und wurde gewählt.
Der Irish Independent berichtete, dass er sich nach seinem Wahlerfolg mit Dean Russell, einem verurteilten Kriminellen, ablichten ließ.